# هارون جونز (لاعب كرة قدم أمريكية)
هارون جونز (بالإنجليزية: Aaron Jones)‏ هو لاعب كرة قدم أمريكية أمريكي، ولد في 2 ديسمبر 1994 في سافانا في الولايات المتحدة.

## وصلات خارجية
- أرون جونز على موقع كلية كرة السلة في سبورتس رفرنس.كوم (الإنجليزية)
- أرون جونز على موقع مرجع كرة القدم المحترفة.كوم (الإنجليزية)